# Alfa Romeo Junior
Alfa Romeo Junior — электромобиль, субкомпактный кроссовер (B-сегмент), выпускаемый итальянской компанией Alfa Romeo с 2024 года. На момент своего появления это самый маленький Alfa Romeo, продаваемый в настоящее время. Во время своего появления Junior назывался Alfa Romeo Milano. После жалобы итальянского правительства, в котором утверждалось, что продажа продукции с «итальянским звучанием», которая не производилась в Италии, является незаконной, Alfa Romeo переименовала автомобиль в Junior. Фирменная табличка ранее использовалась брендом в качестве комплектации купе Giulia серий 105 и 115 в 1960-х годах. Предыдущее название Milano было названием седана Alfa Romeo 75 на рынке США и отсылкой к родному городу Alfa Romeo, Милану.
Обзор
Автомобиль был представлен 10 апреля 2024 года как Milano, а пять дней спустя был переименован в Junior. Он задуман как прямая замена MiTo в том же B-сегменте и Giulietta одновременно. Junior является родственником Jeep Avenger и Fiat 600 и производится вместе с ними в Тыхах, Польша, на той же платформе STLA Small (e-CMP2). Junior — первый полностью электрический автомобиль Alfa Romeo. Первоначально он будет предлагаться исключительно с электрической трансмиссией, а позже будут добавлены мягкие гибридные бензиновые двигатели. Стартовые версии будут предлагаться как двухмоторные, полноприводные. Alfa Romeo Junior Elettrica (Electric) оснащен аккумуляторной батареей емкостью 54 кВт⋅ч, обеспечивающей запас хода более 410 километров (255 миль) на одной зарядке.

## Галерея

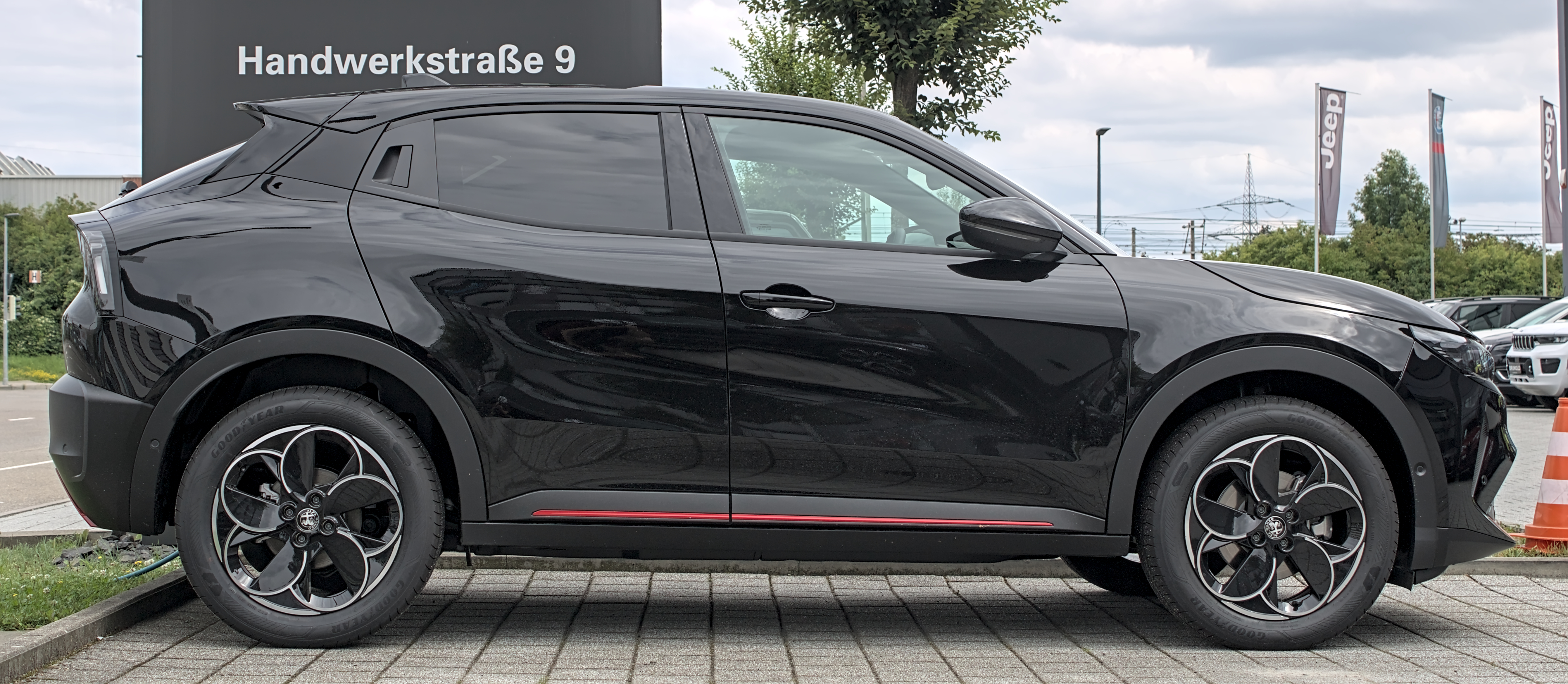
Вид сбоку
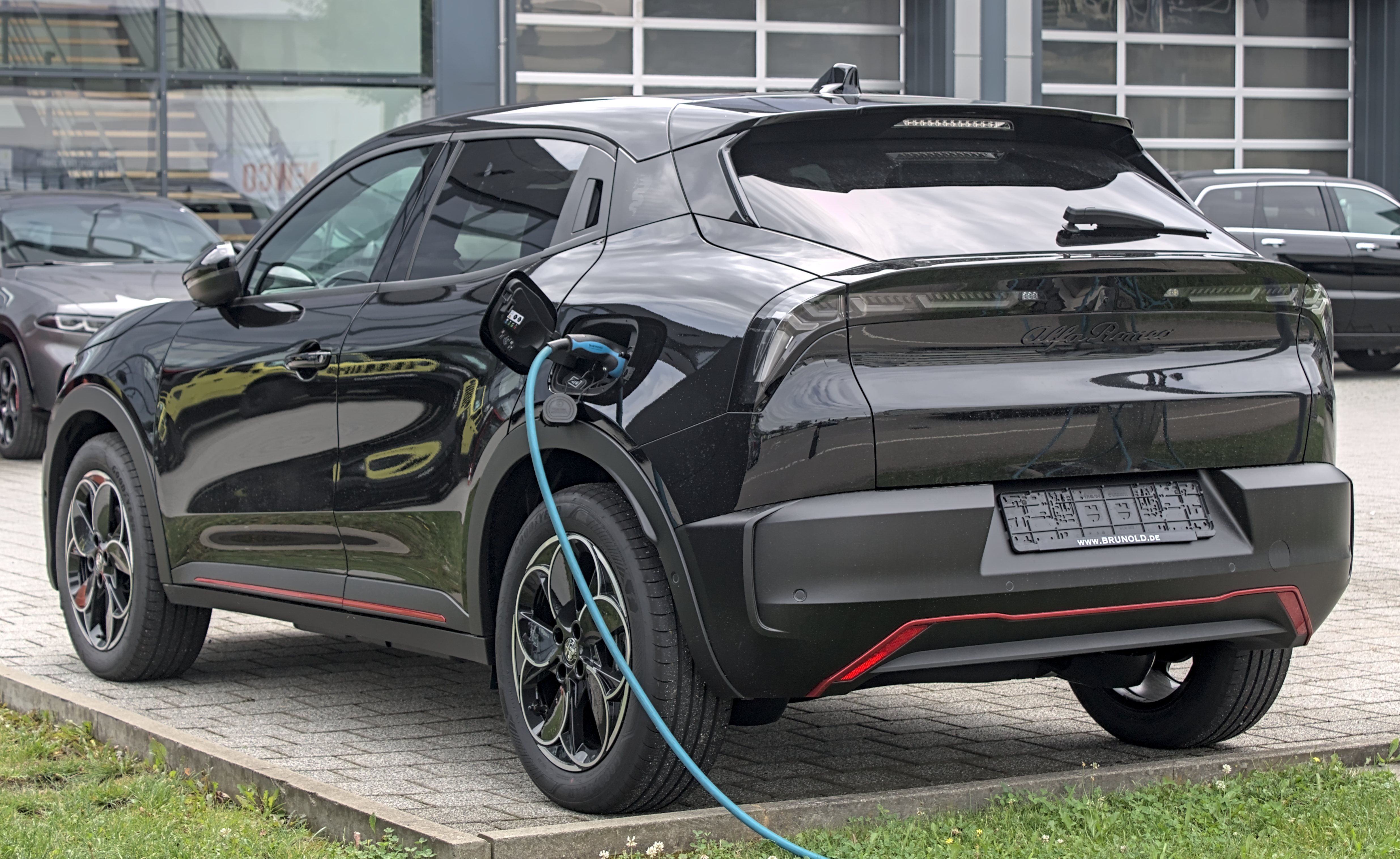
Вид сзади
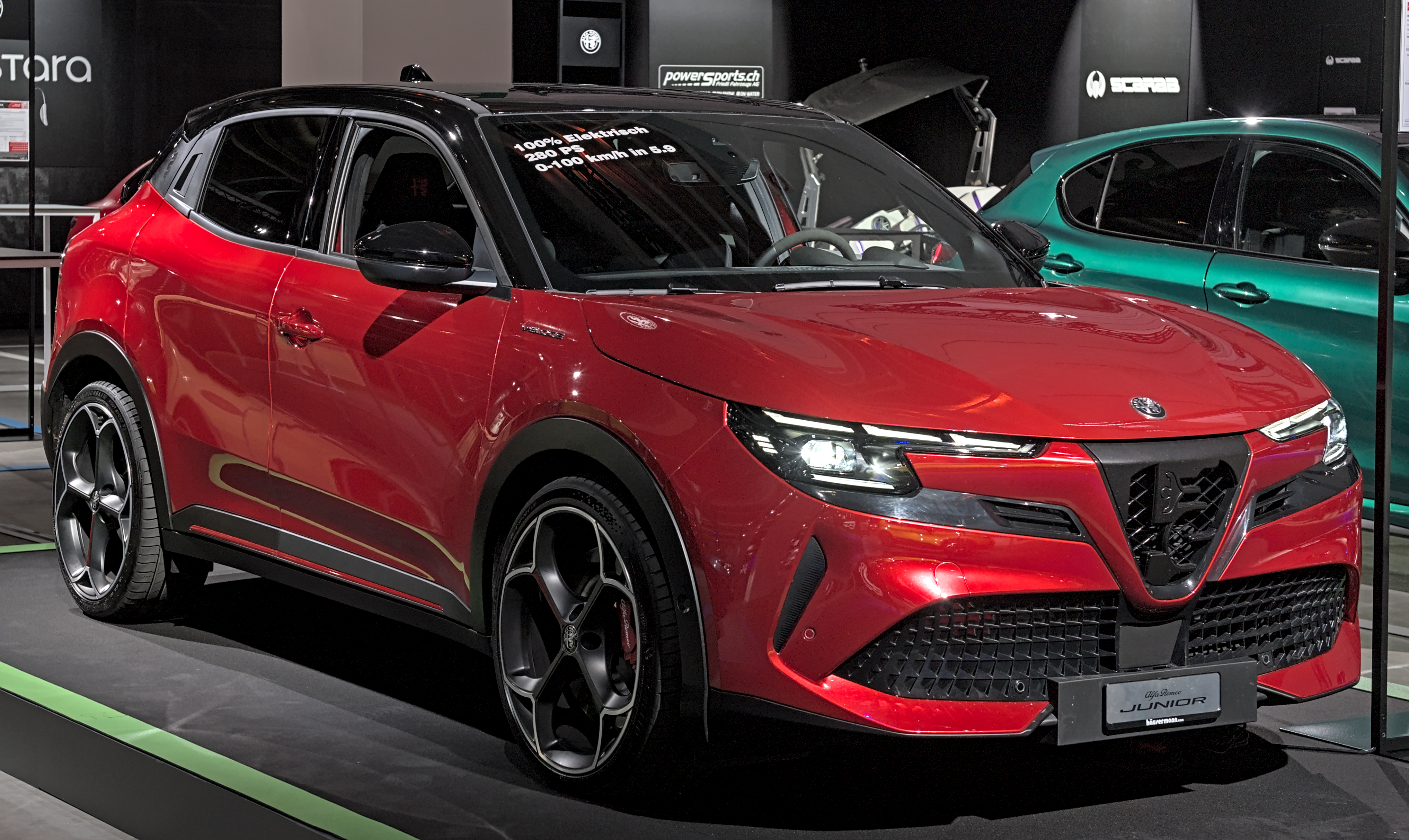
Alfa Romeo Junior Elettrica Veloce (2024)
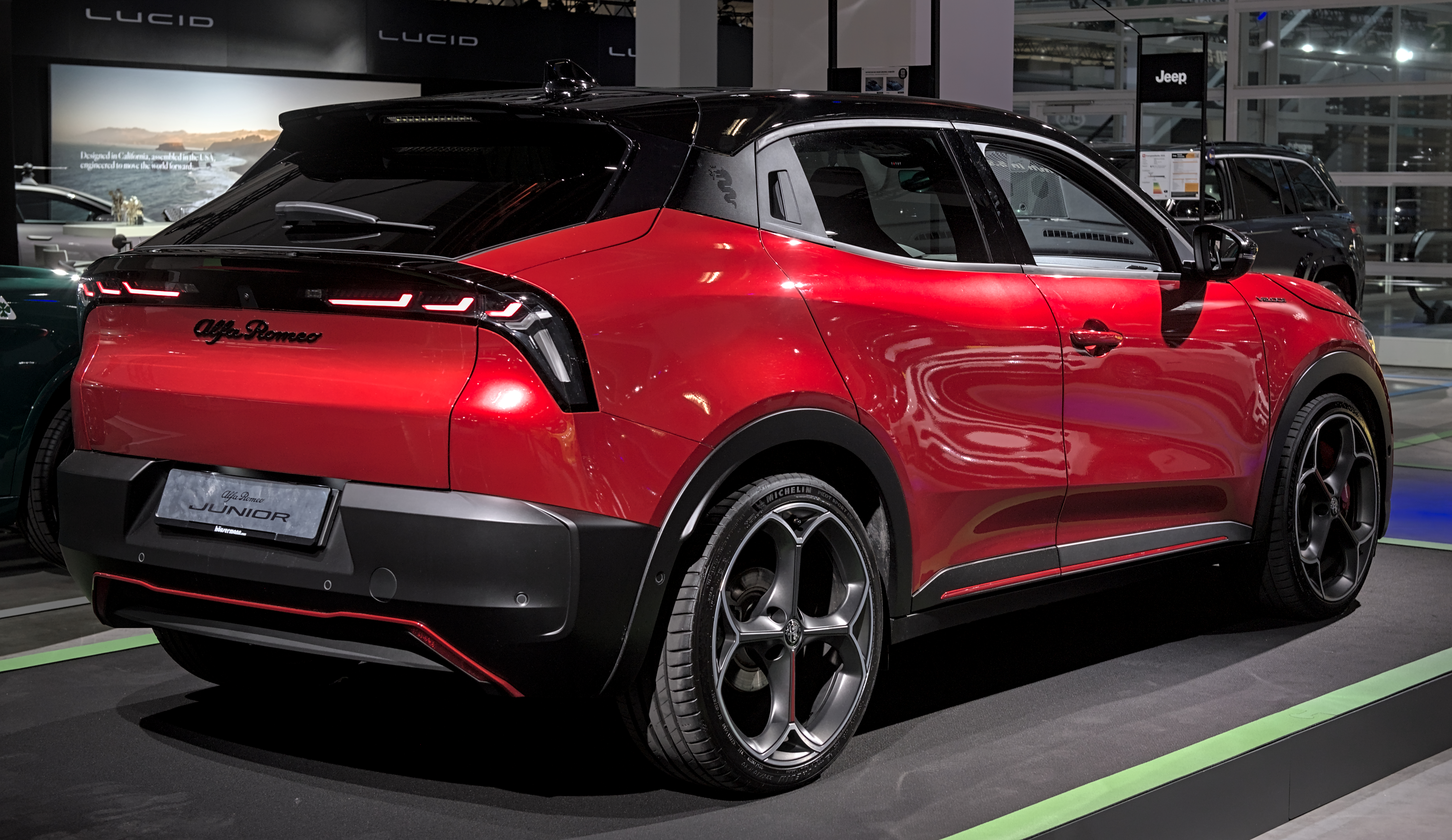
Вид сзади
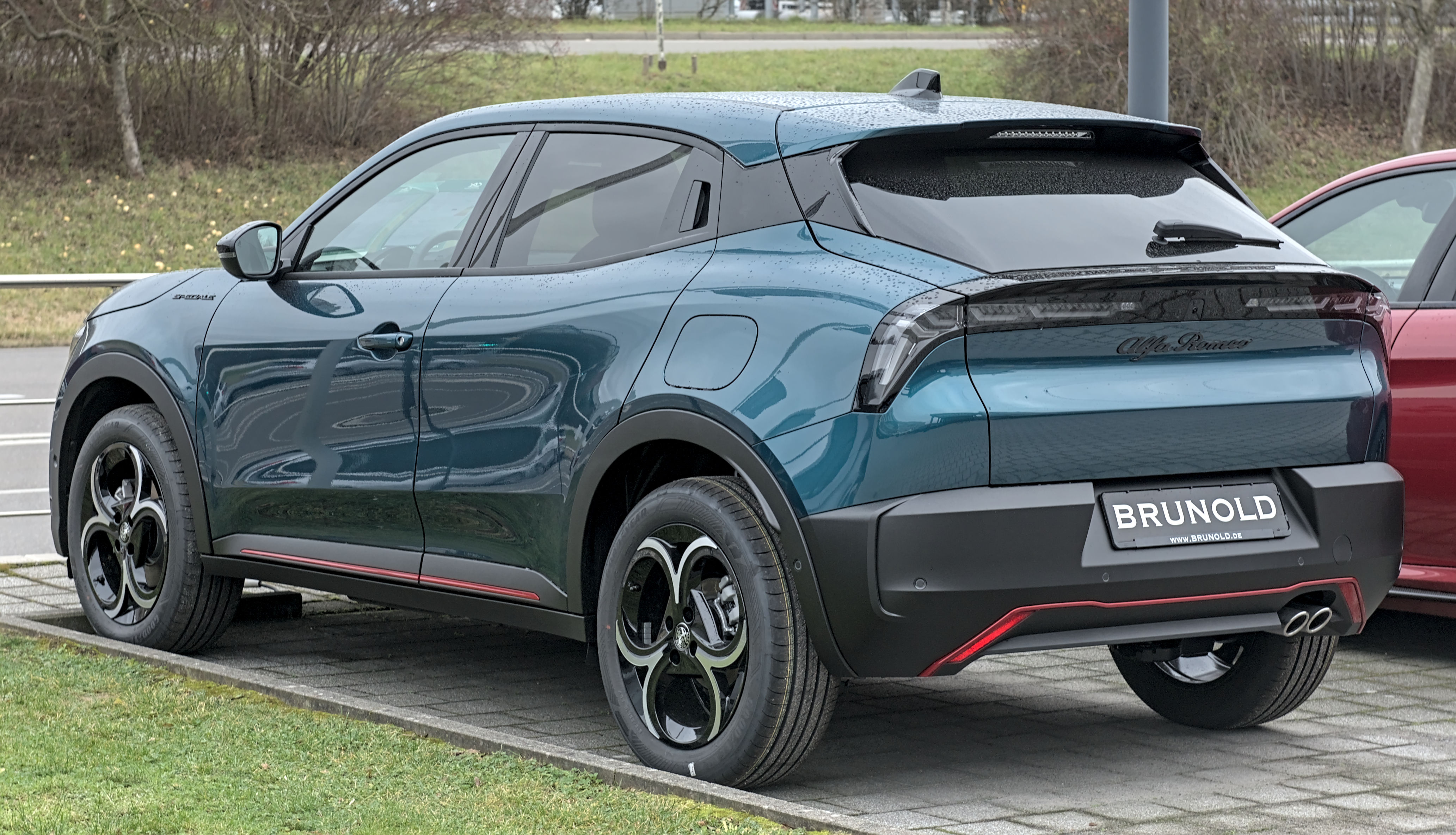
Alfa Romeo Junior Ibrida (2024)
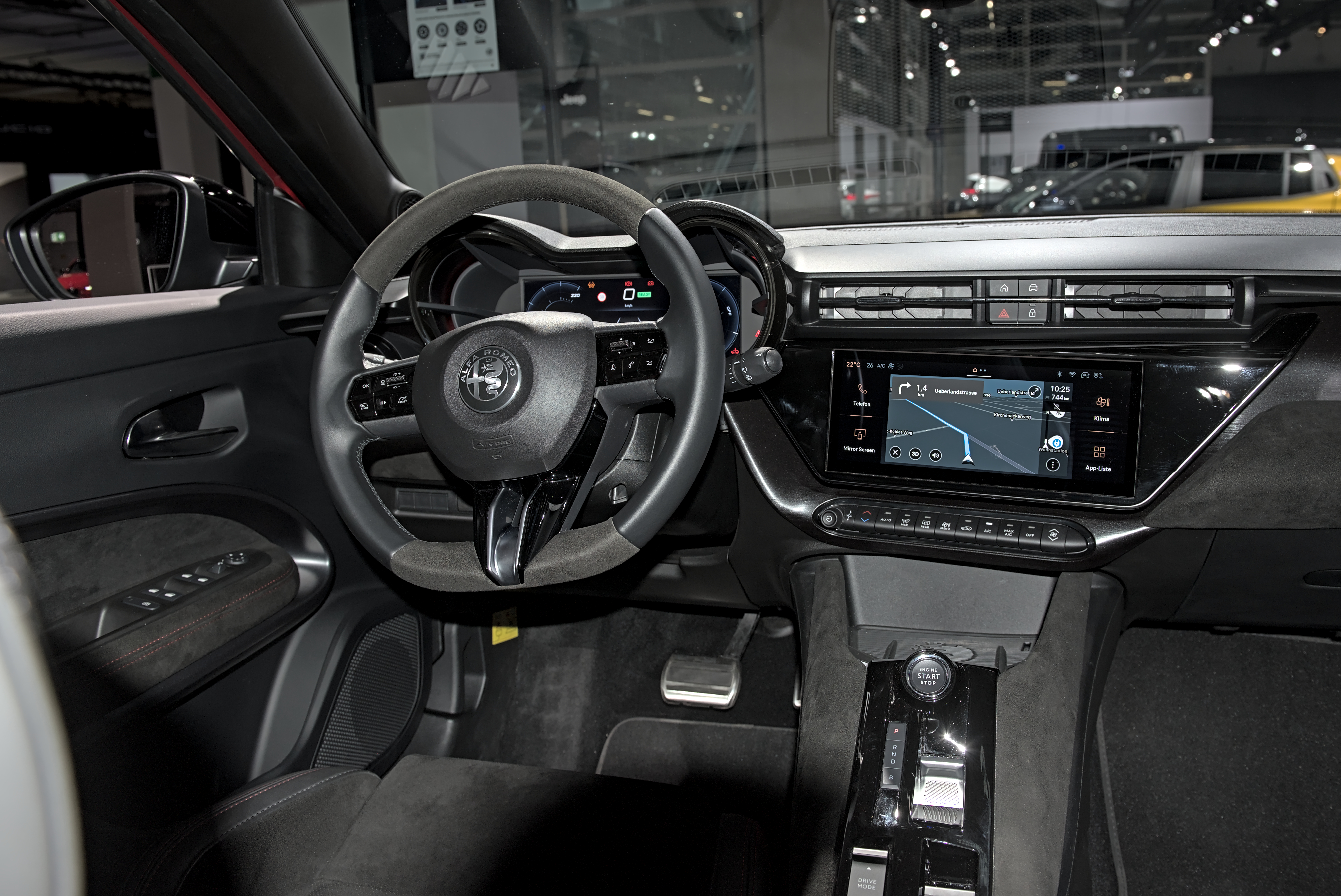
Интерьер